# Petemotkant

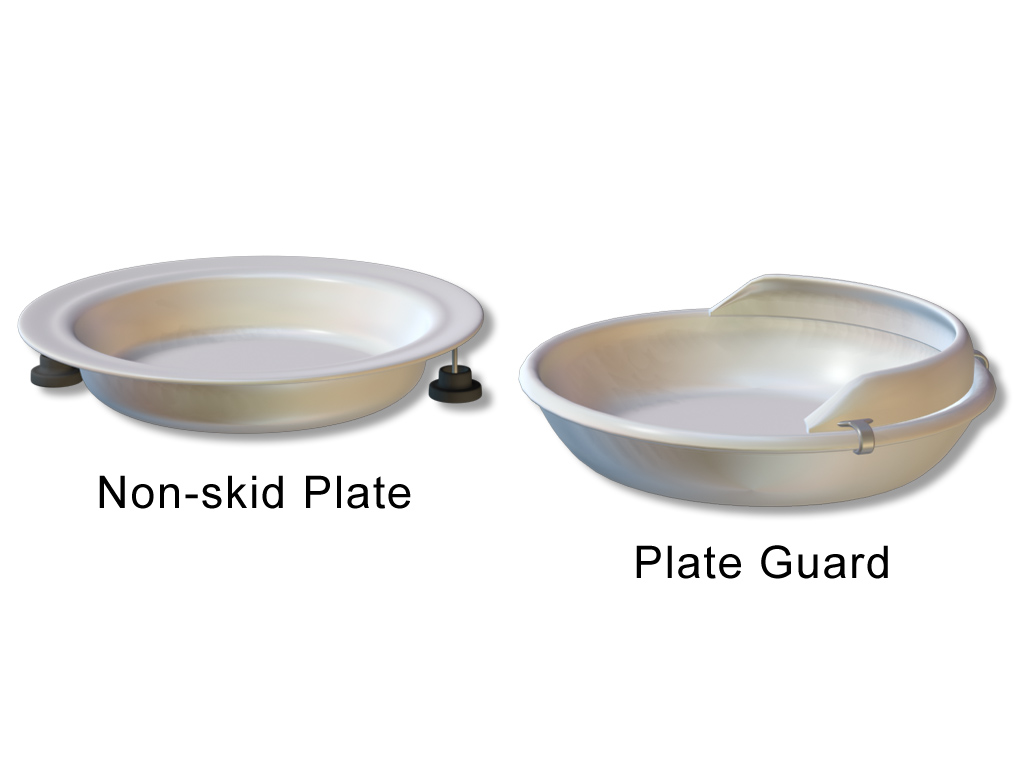
En tallrik med petemotkant till höger.

Petemotkant (pet-emot-kant) är ett hjälpmedel som används av personer med stora motoriska svårigheter eller för små barn för att underlätta att äta ur en tallrik. 
En petemotkant är ofta gjord av plast, och är halvcirkelformad. Den spänns fast på kanten runt en tallrik för att underlätta att få maten på gaffeln eller skeden genom att man petar maten emot kanten. Kanten hindrar även att maten hamnar på bordet.